# Inscripción funeraria de Sibbolet
La inscripción funeraria de Sibbolet es una epigrafía púnica encontrada en 1902 en Cartago. Mide 20x7 cm y actualmente se conserva en el Museo Nacional de Cartago. Se conoce como KAI 92, CIS I 5948 o R 768.
La inscripción reza:
QBR ŠBLT SḤRT HQRT
Tumba de ŠBLT (Sibbolet), empresaria de la ciudad
La inscripción, realizada sobre piedra arenisca fina, ha sido descrita como llena de sutiles contradicciones. Aunque es de pequeño tamaño, las letras están ejecutadas con sumo cuidado. A pesar de su nombre modesto (Sibbolet significa "espiga de trigo"), la mujer afirma ser "la mayorista" de "la ciudad", es decir, Cartago. No da nombres de su padre ni de ningún otro antepasado, lo que sugiere que se enorgullece de ser una mujer hecha a sí misma. La impresión que uno tiene es la de una mujer que sabe utilizar con tacto todas sus habilidades sociales para lograr una gloriosa carrera empresarial.
Además la inscripción no menciona el producto que comercializaba Sibbolet. Por lo tanto, el orientalista francés Clermont-Ganneau ha sugerido que pudo haber participado en un comercio poco decente, por ejemplo, esclavos (mangonio) o incluso proxenetismo (lenocinio). Por otro lado, el estudioso polaco Lidzbarski ha sugerido que su oficio era de carácter religioso.
Clermont-Ganneau también sugirió que HQRT (haqqart, 'la ciudad') podría referirse no a Cartago sino a Cirta (la actual Constantina), donde se ha atestiguado el nombre Sibbolet. Lidzbarski cree que la identificación con Cartago es correcta.